# Louis-Ernest de Brunswick-Wolfenbüttel
Louis Ernest de Brunswick-Wolfenbüttel  né à Wolfenbüttel le 25 septembre 1718, décédé le 12 mai 1788 à Eisenach fut duc de Courlande en 1741.

## Biographie
Beau-frère de la régente Anna Leopoldovna, il succéda à Ernst Johann von Biron comme duc de Courlande mais dut s'exiler l'année suivante quand la tsarine Elisabeth Ire s'empara du trône.
Il fut fait feld-maréchal du Saint-Empire romain germanique et des Provinces-Unies. 

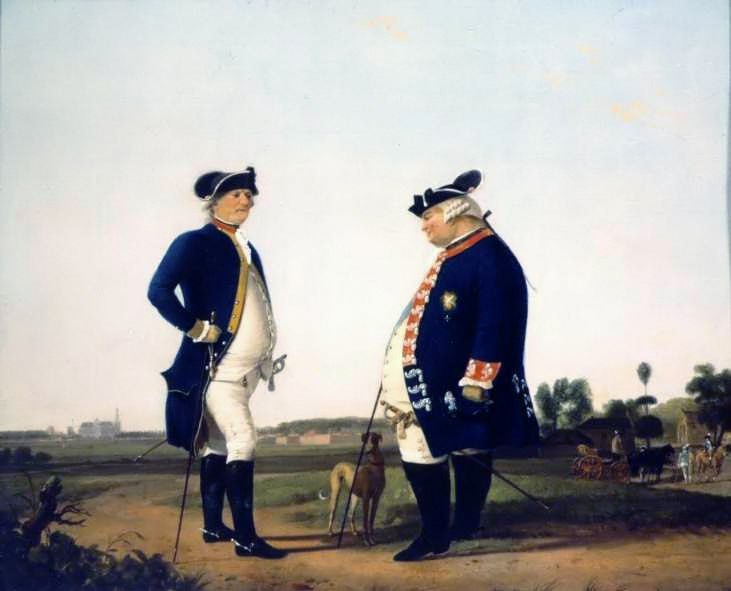
Louis-Ernest de Brunswick-Wolfenbüttel (à droite) et le général Robert Dougals, Bois-le-Duc, Noordbrabants Museum, peints par Jacobus Vrijmoet

De 1751 à 1766 il fut capitaine-général des Pays-Bas puis un conseiller apprécié du stathouder Guillaume V d'Orange-Nassau qui le considérait comme un père.

## Descendance
Fils de Ferdinand Albert II de Brunswick-Wolfenbüttel, duc de Brunswick-Bevern, Brunswick-Lüneburg et Brunswick-Wolfenbüttel et d'Antoinette de Brunswick-Wolfenbüttel .
Sans postérité.